# Jobo Rinjang
Der Jobo Rinjang ist ein Gipfel im Himalaya in der Gebirgsgruppe Rolwaling Himal.
Der 6778 m hohe Jobo Rinjang bildet einen südöstlichen Nebengipfel des Lunag Ri (6895 m) und liegt auf einem Ausläufer des Himalaya-Hauptkamms unweit der Grenze zu Tibet.
Ein 1,8 km langer Eisgrat führt vom Lunag Ri zum pyramidenförmigen Gipfel des Jobo Rinjang.
Der Cho Oyu (8188 m) liegt knapp 11 km nordöstlich. An der Südflanke des Jobo Rinjang strömt der Lunaggletscher, an der Ostflanke der Nangpagletscher. Beide Gletscher treffen sich südöstlich des Jobo Rinjang.

## Besteigungsgeschichte
Am 22. April 2009 erreichten Joe Puryear und David Gottlieb den Jobo Rinjang über die 1700 m hohe Südwand.
Im Herbst 2012 gelang Chad Kellogg die Zweitbesteigung sowie die erste Solo-Besteigung des Gipfels.